# Björka distrikt
Björka distrikt är ett distrikt i Sjöbo kommun och Skåne län. 
Distriktet ligger väster om Sjöbo.

## Tidigare administrativ tillhörighet
Distriktet inrättades 2016 och utgörs av en del av området Sjöbo köping omfattade till 1971, delen som före 1952 utgjorde Björka socken.
Området motsvarar den omfattning Björka församling hade 1999/2000.